# 知床 (給油艦)
知床（しれとこ）は日本海軍の給油艦、給炭油艦とも呼ばれる。知床型給油艦の1番艦で、艦名は北海道知床岬による。戦艦の主砲塔を運べるよう改装された特務艦である。

## 艦歴
1917年（大正6年）度計画の八四艦隊案で「能登呂」と共に計画された。当初は給油船として起工されたが、建造途中で運送艦（給油艦）とされ、川崎造船所で1920年（大正9年）9月20日に竣工、佐世保鎮守府籍となる。
「能登呂」が後に水上機母艦に改装されるなどこのクラスには多くのバリエーションが生まれたが、「知床」の場合は竣工直後(『日本海軍史』によると1928年(昭和3年))に油槽の半分を船倉とし、長門型戦艦の主砲塔と砲身を運搬出来るように改装された。実際に廃艦となった加賀型戦艦「土佐」の主砲塔の運搬に用いられている。最上型軽巡洋艦の60口径15.5cm3連装砲塔5基を一度に運ぶことも可能である。通常の任務ではその船倉にドラム缶入りの重油や石炭を搭載して運搬したので給炭油艦とも呼ばれた。もっとも九五式陸上攻撃機や航空隊の自動車や人員など、燃料以外の物資も運搬している。
本クラスは平時においては海外からの重油輸送に活躍した。1924年（大正13年）3月19日に「第43潜」（後の呂25潜、呂16型）が軽巡洋艦「龍田」との衝突で沈没した際には、4月までその引き揚げ作業に当たった。また1937年（昭和12年）からの日中戦争には中国各地への輸送任務に当たった。
太平洋戦争は第四艦隊付属としてクェゼリン環礁で開戦を迎える。トラック、グアム、ウェーク島などへの輸送任務に就いた。その最中の1942年（昭和17年）10月9日に第二海堡で座礁し、横須賀海軍工廠で修理後、再びトラック、ジャルート環礁方面へ進出した。1943年（昭和18年）1月24日にトラックを出港、その翌日に潜水艦の雷撃を受ける。ジャルート、クェゼリン方面への輸送任務の後は2月21日に横須賀に帰投。播磨造船所に回航され6月30日まで修理を行った。修理完了後は7月14日に横須賀を出港し、トラック、クェゼリンへの輸送任務に就いた。
9月11日、6113船団に加入してクェゼリンを出港するが、9月12日未明に北緯08度23分 東経165度12分 / 北緯8.383度 東経165.200度の地点でアメリカ潜水艦パーミット (USS Permit, SS-178) の雷撃を受ける。パーミットは6113船団の出航直後から追跡をしていた。雷撃により航行不能となり、クェゼリン在泊中の軽巡洋艦「那珂」や特設砲艦「香取丸」（日之出汽船、1,923トン）などが救援隊として送り込まれる。曳航作業の準備中にパーミットからの二度の攻撃を受けるが被害なく、9月13日15時、「香取丸」により曳航が開始され、北回りのリートにより9月15日13時にルオットに到着した。応急修理の上、輸送船「桃川丸」（川崎汽船、3,829トン）に曳航されルオットを出港し、日本本土までおおよそ4,300キロの航海を行う。その途中の11月13日朝、北緯18度22分 東経142度50分 / 北緯18.367度 東経142.833度のパガン島近海で、アメリカ潜水艦スコーピオン (USS Scorpion, SS-278) に発見される。スコーピオンは魚雷を4本発射して1本を命中させるが、小破に留まり航海に影響はなかった。以後、三度にわたって潜水艦との接触および攻撃に遭遇するが被害なく、11月25日に佐世保に帰投。佐世保海軍工廠と三菱長崎造船所で修理が行われた。
修理完了後の1944年（昭和19年）5月29日、ヒ65船団に加入して門司を出港。台湾東岸を経てマニラに到着し、ヒ65船団と別れてタラカン島、バリクパパン、昭南（シンガポール）の各方面で行動した。7月6日付で南西方面艦隊付属に編入。10月7日、北緯13度39分 東経119度24分 / 北緯13.650度 東経119.400度の地点でアメリカ潜水艦コッド (USS Cod, SS-224) の雷撃により損傷。昭南に回航されて修理されるが、セレター軍港の5万トン浮きドックに入渠中の1945年（昭和20年）2月1日、アメリカ陸軍航空軍第20爆撃集団のB-29による爆撃で浮きドックもろとも沈没着底した。4月10日に除籍。船体は1946年（昭和21年）11月29日に浮揚され、その後解体された。

## 特務艦長
※『日本海軍史』第9巻・第10巻の「将官履歴」に基づく。
艤装員長
- （心得）中島晋 中佐：1920年8月1日 - 1920年9月18日
- （兼・心得）中島晋 中佐：1920年9月18日 - 1920年12月1日

特務艦長
- （心得）中島晋 中佐：1920年9月18日 - 1920年12月1日
- 中島晋 大佐：1920年12月1日 - 1921年5月30日
- 高橋武次郎 大佐：1921年5月30日[40] - 1922年5月15日[41]
- 駒林次郎 大佐：1922年5月15日[41] - 1922年11月10日[42]
- （兼）橋本才輔 大佐：1922年11月10日 - 1922年12月1日
- （心得）門司鉄 中佐：1922年12月1日[43] - 1923年11月10日[44]
- （心得）鹿野弘 中佐：1923年11月10日[44] - 1924年5月7日[45]
- （心得）白木豊 中佐：1924年5月7日[45] - 1924年10月20日[46]
- （兼）高原半 中佐：1924年10月20日[46] - 1924年12月1日[47]
- 徳広佐吉 中佐：1924年12月1日[47] - 1926年12月1日[48]
- 津田威彦 大佐：1926年12月1日[48] - 1927年5月14日[49]
- 谷井末吉 中佐：1927年5月14日[49] - 1927年12月1日[50]
- 奥名清信 大佐：1927年12月1日[50] - 1928年2月10日[51]
- 久保忠道 大佐：1928年2月10日[51] - 1928年12月10日[52]
- 片原常次郎 中佐：1932年6月10日 - 1932年11月1日
- 堀江亥之吉 中佐：1932年11月1日[53] - 1933年11月15日[54]
- 田村直文 大佐：1933年11月15日[54] - 1934年11月15日[55]
- 友成佐市郎 大佐：1934年11月15日 - 1935年10月25日
- 原鼎三 中佐：1935年10月25日 - 1936年11月2日
- 石川信吾 中佐：1936年11月2日 - 1937年12月1日
- 鳥越新一 大佐：1937年12月1日 - 1938年3月10日
- 八木秀綱 大佐：1938年3月10日 - 1938年5月25日
- 渡辺清七 大佐：1938年5月25日 - 1938年12月15日
- 木山辰雄 大佐：1938年12月15日 - 1939年4月20日
- 木村昌福 大佐：1939年4月20日 - 1939年12月5日
- 曽爾章 大佐：1939年12月5日 - 1940年11月1日
- 高木伴治郎 大佐：1940年11月1日[56] - 1941年8月16日[57]
- 杉本道雄 大佐：1941年8月16日 - 1941年11月1日
- 藤田元成 大佐：1941年11月1日 - 1941年12月30日[58]
- 溝畠定一 中佐：1941年12月30日[58] -
- 有村不二 中佐：1942年9月21日 - 1943年12月10日
- 清水正心 大佐：1943年12月10日 - 1944年4月28日[要出典]
- 石坂竹雄 大佐：1944年4月28日[要出典] -